# 私はタフな女
『私はタフな女』（わたしはタフなおんな）は、日本テレビ系列の『金曜劇場』（毎週金曜日21:00 - 21:54）で、1981年（昭和56年）4月24日から同年9月25日まで放送されていたテレビドラマ。全21話。

## 概要・内容
主人公・深雪は、警察官の夫・岩夫と結婚、結婚前から深雪が気に入ってない姑の里子に事あるごとに辛く当たられながらも新婚生活を送っていた。しかし結婚わずか9か月目の時に、警官だった夫が覚せい剤中毒の男に撃たれ殉職。その岩夫の生命保険金、弔慰金などで約6000万円が深雪の元に入って来たが、姑・里子と小姑・かすみにそっくり取り上げられてしまう。しかしその後、全国の警察官から集まった見舞金が深雪に送り届けられた。その額約1億1千万円。その多額の金を当てにして、父のしげるから高校時代の友人・恵子、雑居ビルのオーナー・春代、色仕掛けをして来る貴仁ら、一筋縄ではいかない連中が深雪の元に寄って来るのだった。
九州地方で実際に起こった出来事をヒントにして、多額の金に振り回される人々や団体、その中でたくましく生きていく深雪の姿を描いたコメディー。

## 出演
- 森田深雪：研ナオコ
- 恵子：酒井和歌子
- 春代：江波杏子
- しげる：三國連太郎 - 深雪の父
- 池内貴仁：松崎しげる
- 森田真吾：新沼謙治 - 深雪の義弟（岩夫の弟）で警察官。
- かすみ：木内みどり
- 森田里子：初井言榮 - 深雪の姑
- 上杉：穂積隆信
- あや子：南風洋子 - バーのママ
- 加奈子：大滝裕子
- 永井：ケーシー高峰
- 信夫：岸部シロー
- 坂上（銀行員）：高岡健二
- 木島：赤塚真人
- 明代（八百屋）：石井富子
- 青地公美
- ミキ（炉端焼店店員）：谷川みゆき
- 津島要
- 甲斐みどり
- 森田岩夫：中島久之 - 深雪の夫

## スタッフ
- 脚本：鎌田敏夫、那須真知子
- 演出：祖父江信太郎、吉野洋、雨宮望
- 主題歌：研ナオコ「別離の黄昏」（作詞・作曲：甲斐よしひろ、編曲：若草恵）
- 音楽：甲斐よしひろ、後藤次利
- OPイラスト：山藤章二
- プロデュース：清水欣也、工藤英博
- 制作：日本テレビ、PDS

## サブタイトル
| 各話                                                           | 放送日        | サブタイトル               | 脚本       | 演出         | ゲスト                                              | 視聴率 |
| -------------------------------------------------------------- | ------------- | -------------------------- | ---------- | ------------ | --------------------------------------------------- | ------ |
| 第1話                                                          | 1981年4月24日 | （サブタイトル無し）       | 鎌田敏夫   | 祖父江信太郎 |                                                     | 13.3%  |
| 第2話                                                          | 1981年5月1日  | （〃）                     | 鎌田敏夫   | 祖父江信太郎 | 緒形拳                                              | 13.4%  |
| 第3話                                                          | 1981年5月8日  | （〃）                     | 鎌田敏夫   | 祖父江信太郎 | 緒形拳、木田三千雄、水谷大輔                        | 10.6%  |
| 第4話                                                          | 1981年5月15日 | コップ半分の幸せ           | 鎌田敏夫   | 祖父江信太郎 | 緒形拳                                              | 13.0%  |
| 第5話                                                          | 1981年5月22日 | しびれるキッス!            | 鎌田敏夫   | 祖父江信太郎 | 服部まこ                                            | 11.1%  |
| 第6話                                                          | 1981年5月29日 | 悲しきレストラン           | 鎌田敏夫   | 祖父江信太郎 | 池田まさる、鹿内孝（立原）                          | 10.8%  |
| 第7話                                                          | 1981年6月5日  | 謎のウエディングドレス     | 鎌田敏夫   | 祖父江信太郎 | 加藤和夫、小夜福子、ラビット関根、 花原照子         | 11.7%  |
| 第8話                                                          | 1981年6月12日 | 雑居ビル燃える!            | 鎌田敏夫   | 吉野洋       | 池田まさる、木田三千雄、花原照子                    | 11.1%  |
| 第9話                                                          | 1981年6月19日 | 開店おめでとう!            | 鎌田敏夫   | 吉野洋       | 佐野浅夫、ラビット関根、所ジョージ、 垂木勉         | 13.4%  |
| 第10話                                                         | 1981年6月26日 | 悲しき61歳!                | 那須真知子 | 祖父江信太郎 | 池田まさる、木田三千雄、近石真介                    | 11.0%  |
| 第11話                                                         | 1981年7月3日  | その朝突然ナマケ病!        | 那須真知子 | 祖父江信太郎 | 松田章                                              | 9.2%   |
| 第12話                                                         | 1981年7月10日 | 私を愛してるのは誰         | 鎌田敏夫   | 吉野洋       | 吉幾三（松本鉄太郎）、原ひさ子、 都家かつ江、原泉   | 9.5%   |
| 第13話                                                         | 1981年7月17日 | さよなら貴仁サン           | 鎌田敏夫   | 吉野洋       |                                                     | 8.7%   |
| 第14話                                                         | 1981年7月24日 | 雨だからデートをしよう!    | 鎌田敏夫   | 雨宮望       | 辺見マリ（涼子）、所ジョージ、 池田まさる、三川雄三 | 10.2%  |
| 第15話                                                         | 1981年7月31日 | 誰かが私を狙っている!      | 那須真知子 | 祖父江信太郎 | 北村総一朗、及川ヒロオ、塩屋浩三、 田原アルノ       | 10.1%  |
| 第16話                                                         | 1981年8月7日  | どこかで捨て子が泣いている | 鎌田敏夫   | 吉野洋       | 庄司永建、大村波彦                                  | 12.4%  |
| 第17話                                                         | 1981年8月14日 | いじけ男、大好き!          | 鎌田敏夫   | 雨宮望       | 原泉、丸山詠二                                      | 9.5%   |
| 第18話                                                         | 1981年8月21日 | 怪談! 怪談! また怪談!      | 鎌田敏夫   | 祖父江信太郎 | 原泉、真木洋子、佐々木剛                            | 9.8%   |
| 第19話                                                         | 1981年8月28日 | 変身、変身、変身…!?        | 鎌田敏夫   | 吉野洋       |                                                     | 9.1%   |
| 第20話                                                         | 1981年9月4日  | 出た! 当った! 死にかけた   | 鎌田敏夫   | 雨宮望       | 原泉、阿藤海                                        | 12.6%  |
| 第21話                                                         | 1981年9月11日 | お見合いに成功する方法     | 鎌田敏夫   | 祖父江信太郎 | 原泉                                                | 10.4%  |
| 第22話                                                         | 1981年9月18日 | ベタベタグチグチするな     | 鎌田敏夫   | 吉野洋       |                                                     | 11.9%  |
| 第23話                                                         | 1981年9月25日 | 残高0円からの出発!         | 鎌田敏夫   | 祖父江信太郎 |                                                     | 14.1%  |
| 平均視聴率 11.2%（視聴率はビデオリサーチ調べ、関東地区・世帯） |               |                            |            |              |                                                     |        |